# Левченко Андрій Іванович
Андрі́й Іва́нович Ле́вченко (1 жовтня 1895, хутір Гречаний, за іншими даними — Перепелиця) Кишеньківської волості Кобеляцького повіту, це місце затоплене Кам'янським водоймищем — 1923) — український повстанець. У документах ЧК значився як «лютий петлюрівець».

## Короткий життєпис
Народився 1 жовтня 1895 в селянській сім'ї. Закінчив гімназію, Військове училище Києва. Доброволець російської армії (підпоручик), служив у кавалерійському полку Південно-Західного фронту.
1917 року вступив до української армії.
За Гетьманату вступив до Чорноморської дивізії — помічник начальника господарської частини 2-го Чорноморського полку. З полком приєднався до повстання Січових стрільців. Брав Київ разом із Облоговим корпусом Євгена Коновальця. У 1919 воював із Червоною армією та денікінцями як сотник кавполку 2-ї дивізії УГА. Перехворів на тиф. За наказом командування Галицької армії, готував повстання проти поляків у польській прифронтовій смузі (Ушицький повіт).
Повернувшись у січні 1920 додому, Левченко аби легалізуватися, працює в Кобеляцькому повітовому військовому комісаріаті, потай займався створенням підпільної організації і налагодженням зв'язків з повстанськими загонами. За півтора місяці організаційної роботи зібралося близько п'яти тисяч партизанів Загальне повстання у Кобеляцькому повіті розпочалося 24 травня 1920 року. Воно охопило всю Кобеляччину і поширилося на Кременчуцький та Хорольський повіти, радянську фактично ліквідовано.
У червні Левченко і Струк Ілько на нараді отаманів в Коростишеві — створити фронт під єдиним командуванням проти більшовиків. Літом точилася партизанська війна — невдалий штурм Кобеляків, бойові дії в районі сіл Переволочної — Мишуриного Рогу — Царичанки — Озер — Бригадівки.
Відбірний загін під його командуванням у 600 чоловік піхоти та 150 кінноти в жовтні 1920 пішов на допомогу армії УНР, яка, притиснута до Західного кордону, боролася проти переважаючих сил більшовиків та поляків, і досяг Переяславщини. По тому похід в напрямку Полтави, на Решетилівку, бої з 262-м полком 30-ї дивізії ЧА, на теренах Хорольського та Лубенського повітів. Блокували рух на залізницях з Києва на Правобережну Україну.
У листопаді бої на Золотоніщині. В Опішні розігнали волосний виконком, спалили документи, перехопили великий транспорт із хлібом, роздали місцевим жителям. В грудні розбили кобелячківський загін комнезамівців, напали на Озеряни, де стояв ескадрон червоних.
У лютому 1921 радянською владою Кобеляцький повіт оголошено ударним щодо виконання продрозкладки, залучені 2 полки 7-ї Володимирської стрілецької дивізії, продзагони комнезамів, частини ЧК.
На початку травня наказом Головного повстанського комітету Левченко одержав мандат на формування загонів у 14-му повстанському районі — повіти Полтавської і Кременчуцької губерній. Петру Погорілому Петлюра присвоїв звання полковника, видав мандат на формування 1-го повстанського Кобеляцького полку.
Підйому боротьби сприяв рейд махновських загонів в кінці травня — на початку червня 1921. Загін Левченка під Решетилівкою приєднався до махновців, через ідеологічні розбіжності відійшов.
Протягом весни-літа загони отаманів Левченка і Погорілого вели боротьбу в Кобеляцькому і Костянтиноградському повітах Полтавської та Новомосковському Катеринославської губернії. Радянське командування в липні 1921 розпочало переговори з Левченком. Цьому сприяла оголошена Всеукраїнським з'їздом рад амністія повстанцям і перехід від продовольчої розверстки до продовольчого податку. Повстанці висунули умови: звільнити від військ охоплені повстанням волості (Кишеньківську, Солошинську, Царичанську, Китайгородську), припинити переслідування на час ведення переговорів, розпочати обмін заручниками з обох сторін та інше. Радянське командування поставило ультиматум: до 9 серпня 1921 скласти зброю, переговори ні до чого не привели. Червоні використали їх для перегрупування і концентрації сил. 18 серпня поновилися бойові дії. 25 серпня загону особливого призначення біля Царичанки вдалося оточити близько 50 повстанців Левченка, бій тривав до ночі.
Восени 1921 року із 21 волості Кобеляцького повіту в 17 радянської влади не було. В більшості волостей повіту розгромлені партійні й радянські установи, знищені документи, розігнані комнезами, продовольча міліція; не давали вивозити продовольство з повіту, вже охопленого голодом, захищали селян від пограбування та знищували найбільш запопадливих виконавців.
Левченко по тяжкому пораненню біля станції Галещина лікувався і не керував рухом, аж наприкінці 1921 почав готувати повстання в південних повітах Полтавської та Кременчуцької губерній. Згідно з наказом ЦУПКОМу до нього переходили загони Кобеляцького, Новомосковського і Верхньодніпровського повітів отаманів Погорілого, Іванова, Шуліки, Петраша і Білокриси — понад 200 чоловік. Загін дістав назву «Запорізька Січ», виготовлені печатки повстанського полку з гербом УНР.
18-26 січня 1922 в Кобеляцькому повіті проведені загальні облави, загинули брат Левченка Федір, заступник отамана Іларіон Бережан, начальник штабу Корній Гречан, арештували членів повстанського штабу, сотенних командирів і 198 рядових повстанців.
17 лютого кобеляцька військова нарада оголосила військове становище в Кустолівській, Бродщанській, Дашківській, Сокільській, Озерській і Кобеляцькій волостях. Жителі сіл і хуторів обкладені натуральним податком і гужовою повинністю. У лютому в Кобеляцькому повіті заарештовано ще до 400 чоловік, вбито під час облав 25, розстріляно 114, в березні — ще 37.
Весною 1922 перебрався до Катеринослава, але вже у травні затриманий. Однак і без отамана боротьбу продовжували. У вересні 1922 загін Кримської дивізії Котовського після 4-денного переслідування у Липовецькому повіті розбив «загін Левченка».
Наприкінці лютого — на початку березня 1923 у Полтаві відбувся судовий процес, до суду притягнуто близько 40 чоловік. Андрій Левченко засуджений до розстрілу. Розстріляний 8 березня.

## Вшанування пам'яті
У селі Прогрес вулицю Пушкіна перейменували на вулицю Отамана Левченка.